# Anders Jakobsson
Per Anders Gustav Jakobsson, född 20 april 1955 i Orsa församling, Kopparbergs län, är en svensk violinist och riksspelman. Jakobsson är utbildad vid Musikhögskolan i Örebro och konsertmästare i Dalasinfoniettan.
Han tog som femtonåring år 1970 Zornmärket i silver tillsammans med bland andra Olle Moraeus. Är 2016 tilldelades han Zornmärket i guld tillsammans med Leif Göras. Jakobsson är son till riksspelmannen Pelle Jakobsson.